# Königswiesen
Königswiesen är en ort och kommun i Österrike. Den ligger i distriktet Freistadt i förbundslandet Oberösterreich, 120 km väster om huvudstaden Wien. 
Kommunen består av 17 orter (Ortschaften) (inom parentes invånarantal 1 januari 2024):

- Ebrixedt (84)
- Haid (213)
- Harlingsedt (107)
- Hörzenschlag (84)
- Kastendorf (136)
- Königswiesen (1 228)
- Mayrhof (64)
- Mönchdorf (538)
- Mönchwald (92)
- Mötlasberg (140)
- Paroxedt (58)
- Pernedt (122)
- Salchenedt (50)
- Schlag (45)
- Schreineredt (45)
- Staub (58)
- Stifting (6)